# Mara Carfagna
Maria Rosaria Carfagna (Salerno, 18 de diciembre de 1975) es una expresentadora y política italiana, partidaria de Acción tras una larga militancia en Forza Italia. En el gabinete de Silvio Berlusconi fue ministra de Igualdad de Oportunidades.

## Biografía

### Educación
En su juventud fue al Liceo Científico “Giovanni da Procida” de Salerno (equivalente al instituto en España).
El 2001 se graduó en Leyes en la Universidad de los Estudios de Salerno, discutiendo una tesis sobre el Derecho de Información y el sistema radio televisivo.

### Actividad de modelo y en televisión
Mara Carfagna absolvió estudios de actuación y piano. En 1997 participó en el concurso de Miss Italia, donde consiguió el sexto lugar. Entre los años 2000 y 2006 participó en el programa televisivo El domingo del pueblo, conducido por Davide Mengacci, en calidad de coconductora. El 2006 condujo el programa Plaza grande junto a Giancarlo Magalli. Fue también parte del reparto de los programas televisivos Los cerebrones, Vota la voz y Domingo In.
Mara Carfagna ha declarado que cree en los valores familiares y explicó su rechazo a actuar en una 
película dirigida por Tinto Brass, diciendo: "No, yo no me desnudo. Soy tímida, creo en ciertos valores."[cita requerida]
En el pasado, fotos que muestran a Mara Carfagna parcialmente desnuda han sido publicadas en la revista Maxim.

## Actividad política

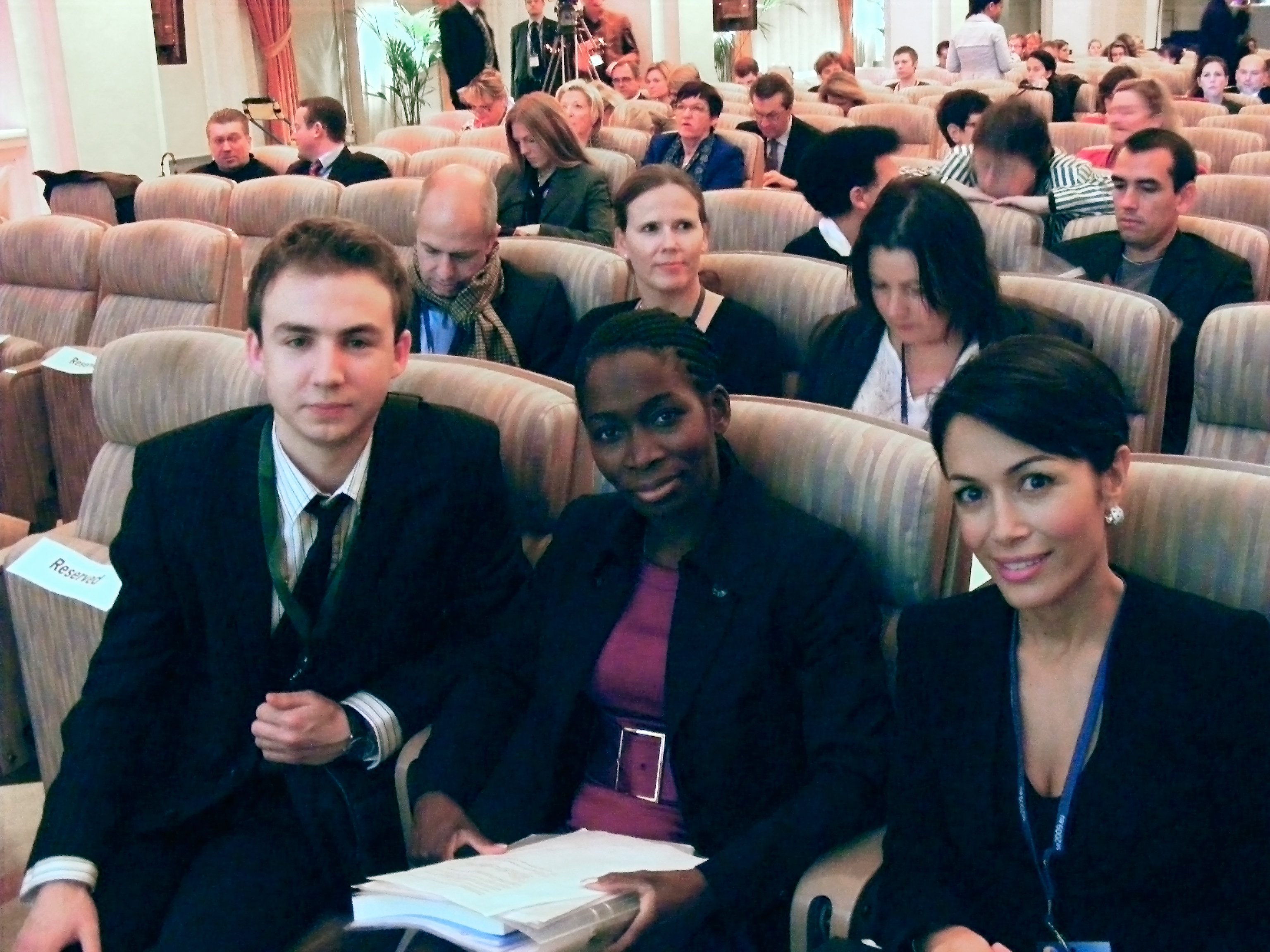
Paweł Rogaliński, Nyamko Sabuni y Mara Carfagna durante la Tercera Cumbre de la Igualdad en Estocolmo, en 2009.

En el año 2004, Carfagna se convierte en la responsable del movimiento de las mujeres del partido Forza Italia, fusionado en el Pueblo de la Libertad. 
Durante las elecciones del año 2006, su pasada actividad de modelo televisiva fue causa de polémicas, también, dentro de su propio partido. En las elecciones políticas del 2006 se presentó como candidata a la Cámara de los Diputados en la tercera posición de la lista del Pueblo de la Libertad en el colegio Campania 2, lo que ha permitido a Mara Carfagna ser elegida diputada por segunda vez. 
El 8 de mayo del 2008 fue nombrada Ministra de Igualdad de Oportunidades, en el cuarto gobierno de Silvio Berlusconi. Ese mismo año promovió una Ley que sancionaba el delito de prostitución callejera, tanto para las prostitutas, como para sus clientes. Describiendo la prostitución como un "fenómeno vergonzoso", tras lo cual recibió duras críticas de parte de organizaciones de prostitutas, que le recodarban su pasado de "chica calendario".
Fue relatora de la ley contra el stalking. En 2009 promovió la primera campaña contra la homofobia en Italia financiada por el Gobierno. No obstante, declaró su oposición al matrimonio homosexual y al derecho de los homosexuales a tener hijos.